# Motorradreifen

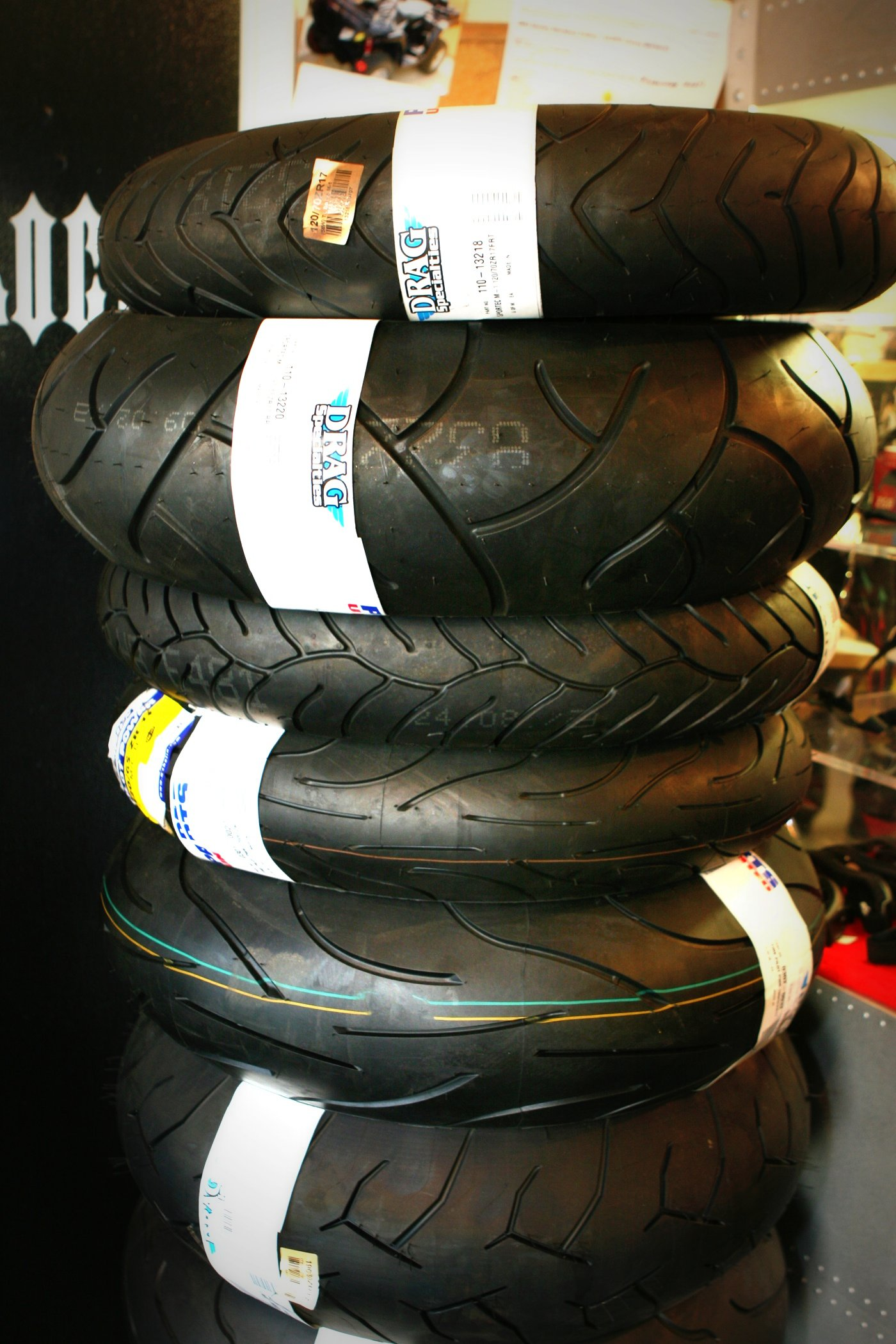
Ein Stapel Motorradreifen

Der Motorradreifen ist ein Luftreifen, der aus natürlichem oder synthetischem Gummi sowie verschiedenen Karkassen-Werkstoffen als Festigkeitsträger gefertigt wird. Augenfälligster Unterschied zu Reifen für mehrspurige Fahrzeuge ist die abgerundete Kontur der Lauffläche, um Kurvenfahrten in Schräglage zu ermöglichen.
Maßgebliches Regelwerk ist die UN-/ECE-Regelung Nr. 75 Luftreifen für Krafträder und Mopeds.

## Aufgaben

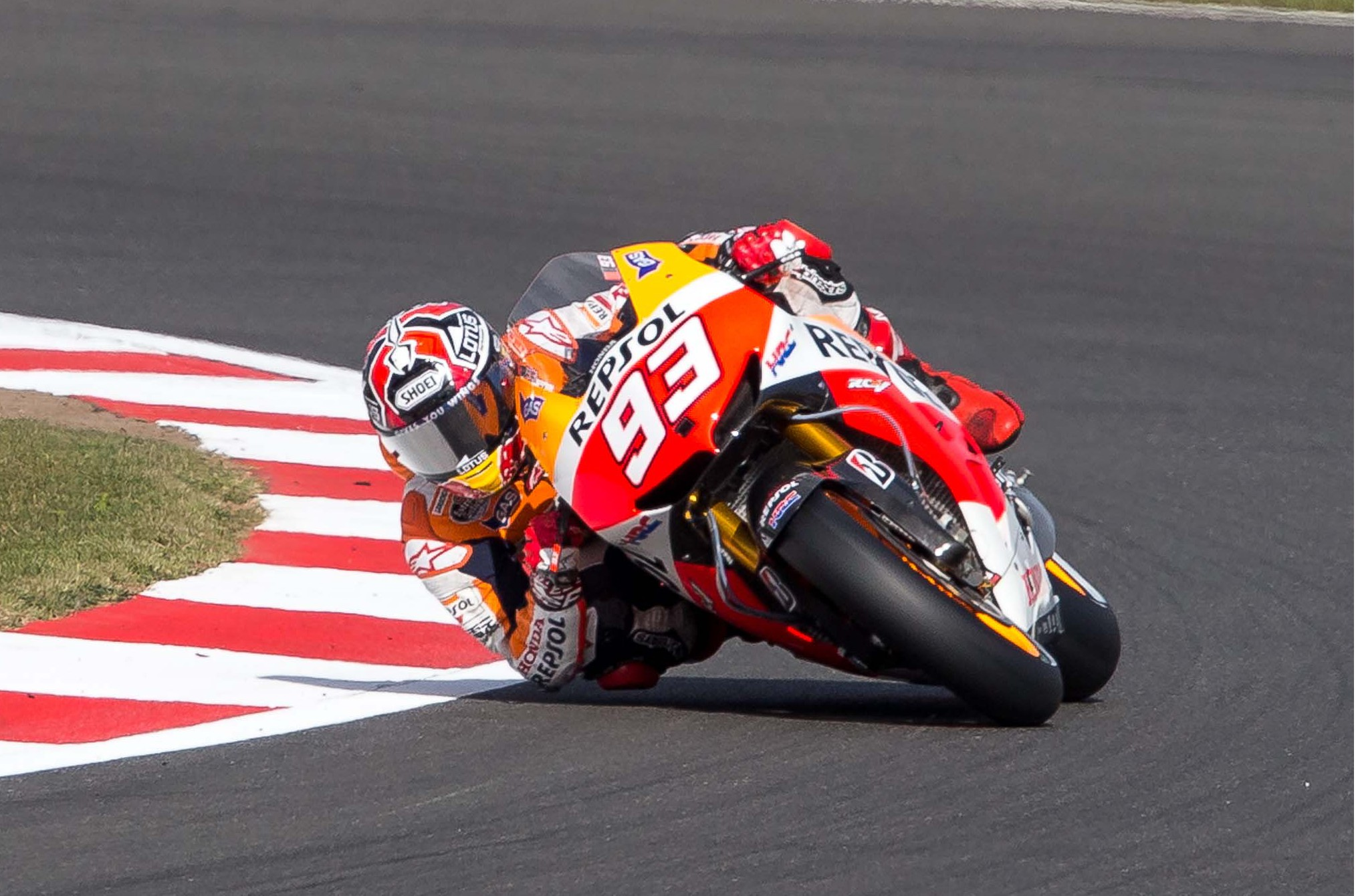
Extreme Haftung von Rennreifen

Motorradreifen stellen den Kontakt des Fahrzeuges zur Fahrbahn her und haben einerseits einen großen Einfluss auf die Fahrdynamik und sind andererseits wesentliches Element der Fahrsicherheit. Die Reifen müssen Brems-, Beschleunigungs- und Seitenführungskräfte übertragen. Ferner sorgen sie für Fahrkomfort und dämpfen von außen auf das Fahrzeug wirkende oder innerhalb des Fahrzeugs entstehende Störeinflüsse.
Der Vorderradreifen hat mehr Bremskräfte aufzunehmen, der Hinterradreifen Antriebskräfte bzw. Beschleunigungskräfte.
Beim Bremsen verlagern sich die Radaufstandskräfte eines Motorrads wegen des höheren Schwerpunkts sehr viel mehr als bei einem Pkw auf die Vorderachse, sodass dort der Großteil der Bremskräfte übertragen wird, bei einem Abheben des Hinterrads sogar 100 %.
Beim Beschleunigen wiederum verlagert sich die Radlasten nach hinten, sodass das Hinterrad, das die Motorleistung überträgt, höher belastet wird. Dass hinten gleichwohl meist ein breiterer Reifen als vorne verwendet wird, liegt darin begründet, dass für einen flüssigen Fahrstil ein Beschleunigen auch in Schräglage (Herausfahren aus Kurven „auf Zug“) angestrebt wird und dabei die größere Seitenführungskraft vorteilhaft ist. Bremsen in Schräglage ist hingegen nur sehr eingeschränkt möglich.
Aus geometrischen Gründen erfordert ein breiterer Reifen eine höhere Schräglage bei gleicher Kurvengeschwindigkeit, sodass unter fahrdynamischen Aspekten ein schmalerer Reifen letztlich vorteilhaft sein kann. Ebenso verursachen breitere Vorderreifen ein stärkeres Aufstellmoment beim Bremsen in Schräglage, da der Aufstandspunkt, an dem die Bremskraft wirkt, relativ weiter seitlich von der Mittelachse der Vorderradführung entfernt ist als bei einem schmaleren Vorderrad. In der Praxis haben sich in den letzten Jahren im Sportbereich Reifenbreiten von ca. 120 mm vorne und ca. 180 bis 200 mm hinten durchgesetzt (auf 17-Zoll-Felgen). Für Custombikes sind Hinterreifen mit bis zu 300 mm Breite lieferbar. Der größte aktuell angebotene Reifen ist der aus Thailand stammende Vee Rubber VRM302 360/30 R18 mit einer Breite von 360 mm.

## Bauarten und Reifentypen

### Reifenbauarten
Motorradreifen werden ähnlich den Autoreifen üblicherweise in der Bauart des Diagonalreifens (Kennung „–“, „Bias-Tyre“), in jüngerer Zeit jedoch auch in der Mischform als Diagonal-Gürtelreifen (Kennbuchstabe „B“, „Bias-belted“) und Radialreifen (Kennbuchstabe „R“) gefertigt.
Die UN/ECE-Regelung Nr. 75 definiert diese Bauarten wie folgt:
- Diagonalreifen sind „Reifen, deren Kordlagen sich von Wulst zu Wulst erstrecken und abwechselnd in Winkeln von wesentlich weniger als 90° zur Mittellinie der Lauffläche angeordnet sind“;
- Diagonalgürtelreifen sind „Reifen, deren Karkasse von einem Gürtel umschlossen wird, der aus zwei oder mehreren Lagen von im wesentlichen undehnbarem Kord besteht, die abwechselnd in Winkeln ähnlich denen der Karkasse angeordnet sind“;
- Radialreifen sind „Reifen, deren Kordlagen sich im wesentlichen im  Winkel von 90° zur Mittellinie der Lauffläche von Wulst zu Wulst erstrecken und deren  Karkasse durch einen im wesentlichen undehnbaren umlaufenden Gürtel stabilisiert wird“.

Davon abweichend gibt es seit einiger Zeit sogenannte 0-Grad-Gürtelreifen. Sie enthalten eine Lage, deren Festigkeitsträger (zum Beispiel Stahldrähte oder Nyloncords) in Umfangsrichtung verlaufen. Diese Lage der Fasern soll eine größere Auflagefläche, eine geringeres Höhenwachstum des Reifens bei hohen Geschwindigkeiten und größere Laufstabilität gewährleisten. Auch sollen das Eigengewicht des Reifens und seine Erwärmung im Betrieb dadurch vermindert werden.
Der Wulst – also der Innenring der Reifenflanken – sorgt für einen sicheren Sitz des Reifens auf der Felge. Der Wulst enthält einen oder mehrere Drahtkerne mit den darumgelegten Karkassenfäden. Über dem Wulstkern sitzt der Kernreiter aus Gummi. Damit lassen sich Reifenverformungen bei auftretenden Querkräften, die sich auf Lenkreaktion und Federungskomfort auswirken, konstruktiv beeinflussen.
Reifen für kleinere Zweiräder (und für solche mit klassischen Speichenrädern) sind oft Schlauchausführungen mit innenliegendem Luftschlauch (Kennbuchstabe „TT“, „Tube-Type“), größere Dimensionen auf Gussrädern sind meist Schlauchlosausführungen (Kennbuchstabe „TL“, „Tubeless“).

### Reifentypen

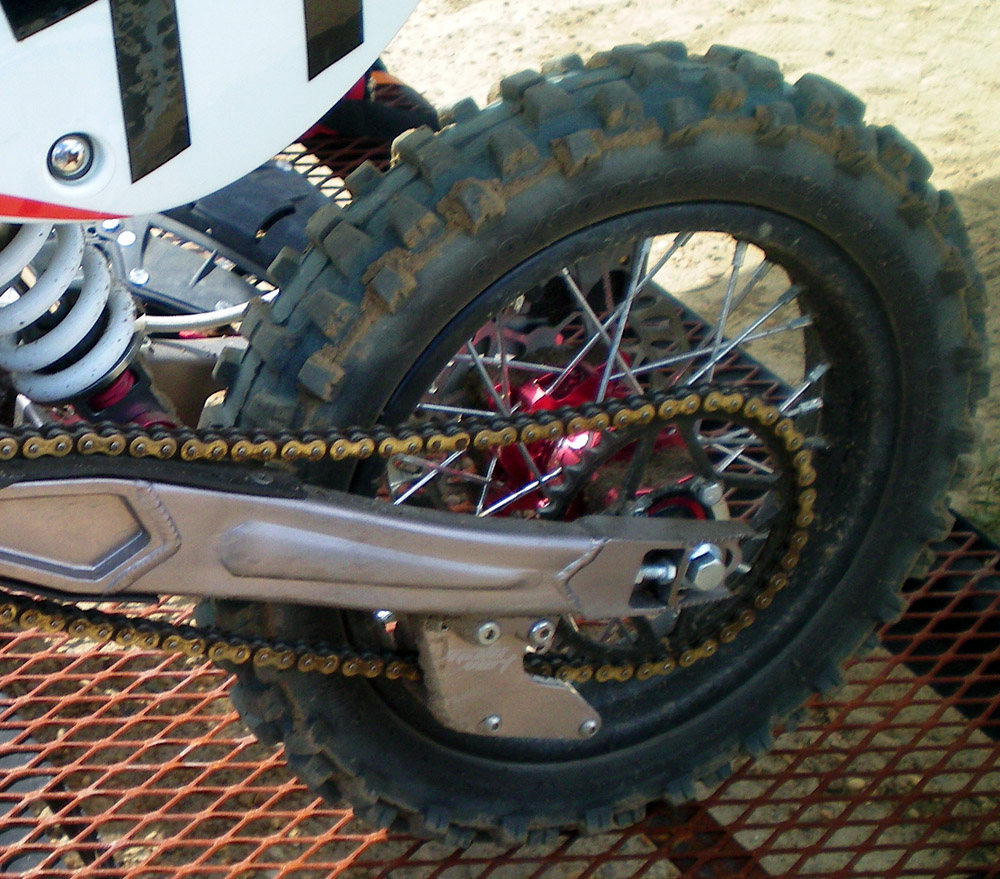
Stollenreifen für Offroad-Einsatz

Der breit gefächerte Einsatzzweck von Motorrädern spiegelt sich in den angebotenen Reifentypen wider. Das heißt, die Reifen sind konstruktiv ihrem jeweiligen Einsatz angepasst, zum Beispiel durch eine spezielle Profilgestaltung oder Gummimischung. Die Palette reicht von Reifen für Motorroller, für den Geländeeinsatz beim Motocross, beim Endurosport oder beim Trial mit mehr oder minder ausgeprägten Stollenprofilen über gemäßigtere Offroad-/Straßen-Mischprofile für Reiseenduros oder Scrambler und Touren- oder Sportreifen für Straßenmaschinen bis hin zu profillosen Slickreifen für den Rennsport.

### Profilierung und Funktionsweise
Die Haftung von Straßenreifen – zumindest auf trockener, sauberer Fahrbahn – entsteht fast ausschließlich durch die Haftreibung der Laufflächen-Gummimischung mit der mehr oder minder rauen Fahrbahnoberfläche innerhalb der Reifenaufstandsfläche. Die Makrorauigkeit des Belages mit einer Rautiefe von 0,1 bis 10 mm ist mehr für die Trockenhaftung ausschlaggebend, während die Mikrorauigkeit im Bereich zwischen 0,001 und 0,1 mm einen höheren Einfluss auf die Nasshaftung hat. Für das Zustandekommen dieser Haftreibung ist – zumindest bei Trockenheit – das Vorhandensein eines Reifenprofils grundsätzlich nachrangig. Dieses ist jedoch bei Nässe notwendig (Ableiten von Wasser aus der Aufstandsfläche) und hat weitere Aufgaben wie eine definierte Verformung der Reifenkontur in Schräglage oder die Steuerung der Reifenerwärmung durch die Walkarbeit (siehe nachfolgender Abschnitt Gummimischung und Temperatur).

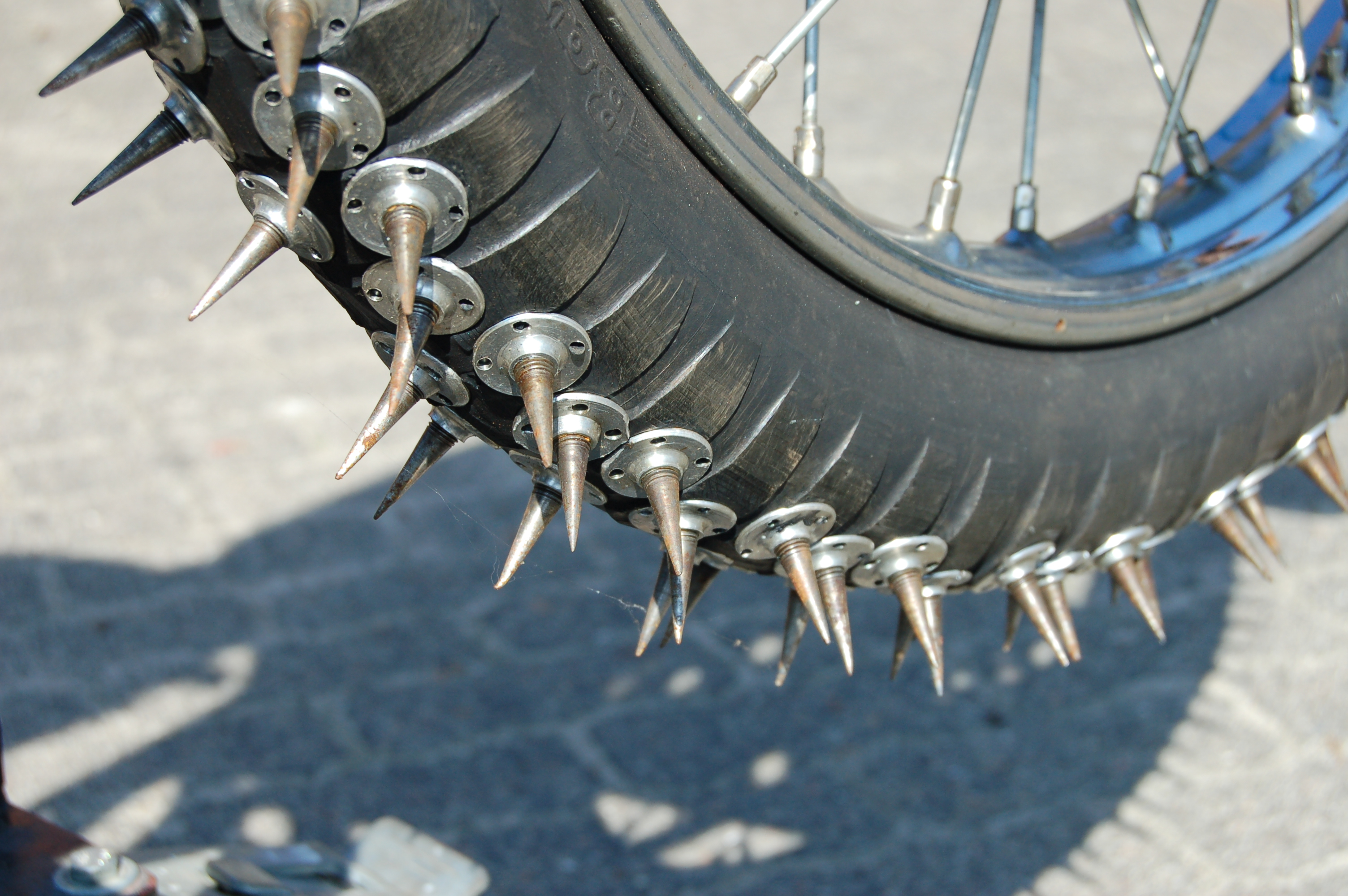
Spikes an einem Hinterrad einer Eisspeedway-Maschine, linke Seite

Bei Geländebereifung für losen Untergrund ist hingegen überwiegend die Profilierung ausschlaggebend, da sich die mehr oder minder grob ausgeprägten Profilklötze oder -stollen in den weichen Untergrund eindrücken müssen, um die nötige Verzahnung herzustellen. Bei Fahrten in schlammigen Gelände ist auch die Frage der Selbstreinigung des Profiles relevant, da der Schlamm aus dem Profil durch die Raddrehung abgeschleudert werden muss, um die Stollen nicht „zuzuschmieren“. Für Straßenfahrten sind reine Offroadreifen jedoch weniger geeignet, da der hohe Negativanteil des Profiles und ein Verformen bis hin zum Umknicken der hohen Stollen auf Asphalt die maximale Haftung verhindern. Für diesen gemischten Einsatzzweck gibt es spezielle Endurobereifung, die einen Kompromiss aus straßentauglichen Positiv-Profilflächen mit mehr oder minder ausgeprägten Profileinschnitten für den leichten Geländeeinsatz darstellt.
Die stärkste Form-Verzahnung mit dem Untergrund erreichen Spikereifen im Eisspeedway mit ihren bis zu 28 mm langen Stahlspikes, womit die größten Schräglagen im Motorradsport erreicht werden können.
Gilstern bezeichnet das – heute nicht mehr übliche – Bearbeiten von Motorradreifen mit einem entsprechenden Werkzeug, dem Gilsterhobel. Durch eingeschnittene Feinrillen, ähnlich den Lamellen eines PKW-Winterreifens, sollte die Straßenhaftung bei Regen und Schnee verbessert werden.

## Gummimischung und Temperatur
Grundsätzlich haften weichere Gummimischungen besser als härtere, haben dafür einen stärkeren Verschleiß und eine geringere Laufleistung. Einige Hersteller verwenden auch in den verschiedenen Zonen der Lauffläche verschiedene Mischungen: weichere Außenbereiche an den Schultern für hohe Schräglagenhaftung und einen härteren mittleren Bereich für den bei Geradeausfahrt stärker beanspruchten Mittelteil der Lauffläche, um eine höhere Laufleistung und eine gleichmäßigere Abnutzung der Kontur zu erreichen.
Der relative Haftungsbeiwert der Laufflächen-Gummimischung ist jedoch – neben ihrer chemischen Zusammensetzung – in starkem Maß auch von ihrer Temperatur abhängig. Ist der Gummi zu kalt, erreicht er nicht die notwendige Elastizität, um sich mit der Rauigkeit des Straßenbelages zu verzahnen. Daher ist es wichtig, dass der Hersteller die Rezeptur der Lauffläche so auswählt, dass während der beim üblichen, vorgesehenen Einsatz erreichten Reifentemperatur die Mischung ihre maximale Haftung erreicht. Die Reifen erwärmen sich durch Walkarbeit und Schlupfreibung je nach Fahrweise unterschiedlich stark, auch die Grundhärte der Gummimischung hat hierauf Einfluss (grundsätzlich härterer Gummi erwärmt sich durch Walkarbeit stärker). Als grober Anhaltspunkt kann bei normalen Straßentourenreifen ab 20–25 °C Laufflächentemperatur mit ausreichend Haftung gerechnet werden, ca. bei 35–60 °C wird das Haftungsmaximum erreicht. Sport- oder Rennreifen benötigen dafür höhere Temperaturen, diese beginnen bei 65 °C und erreichen im Betrieb bis zu 100 °C.

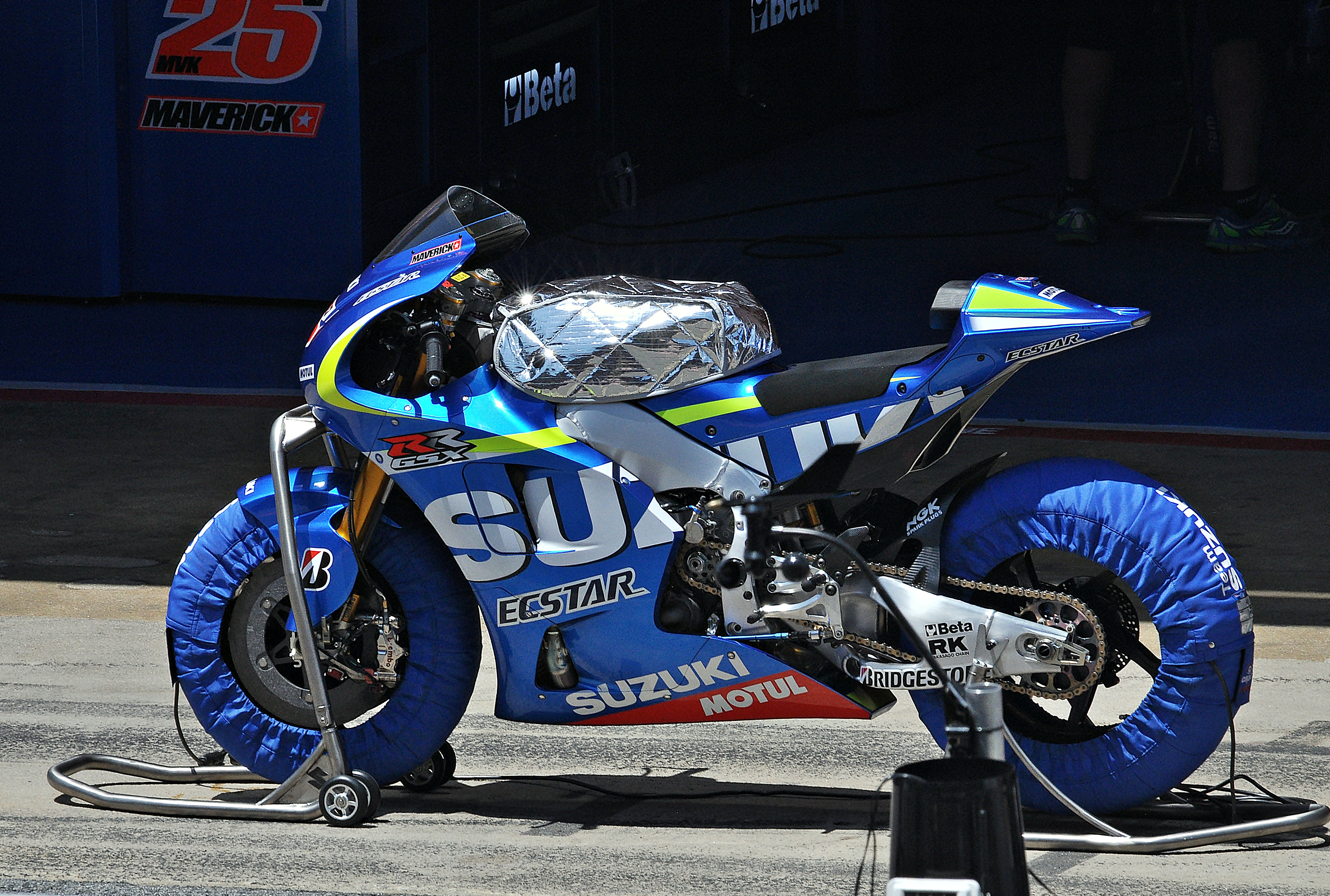
Rennmotorrad mit Reifenheizdecken

Ist die Reifentemperatur beispielsweise im Stadtverkehr, bei zurückhaltender Fahrweise oder auch kurz nach Fahrtantritt zu nieder, erreicht der Reifen nur eine vergleichsweise geringe Haftung. Andererseits kann ein Tourensportreifen, der für Standard- oder Alltagsanwendung vom Aufwärmverhalten gut geeignet ist und schnell verlässliche Haftung bietet, bei scharfer Fahrweise oder im Rennstreckeneinsatz so heiß werden, dass das Temperaturfenster nach oben verlassen wird und die erzielbare Haftung rapide durch „Schmieren“ des überhitzten Gummis oder Laufflächenschäden abbaut und der Reifen extrem schnell verschleißt oder dauerhaft geschädigt wird. Ein gegenteiliges Beispiel wäre die Verwendung eines – vermeintlich besser haftenden – weichen Supersportreifens auf einem normal gefahrenen Alltagsfahrzeug, der jedoch seine Vorzüge durch die nur schwer zu erreichende Mindestbetriebstemperatur nicht zur Geltung bringen kann und durch den dauernd zu kalten Zustand sogar ein Risiko in sich birgt.
Ein Extrem stellen Reifen mit reiner Rennmischung oder gar Slicks dar, die rechtzeitig vor Fahrtantritt durch Reifenheizdecken auf ca. 60–80 °C gebracht werden müssen, da diese Temperatur – auch auf abgesperrten Rennstrecken – rein durch Warmfahren nur langwierig und unter erhöhtem Sturzrisiko erzielt werden kann. Reifen dieser Art besitzen in der Regel keine Zulassung für den öffentlichen Straßenverkehr.
Wegen dieser Zusammenhänge muss der Nutzer beim Reifenkauf darauf achten, einen von der Mischung und Auslegung zu seinem Nutzungsprofil passenden Reifen auszuwählen. Ebenso ist immer zu beachten, dass nicht nur Rennreifen, sondern auch moderne Standardbereifung ihre maximale Haftung, insbesondere bei geringen Außentemperaturen, erst nach einer gewissen Warmfahrstrecke erreicht.

## Reifendimension
Ein Motorradreifen wird durch folgende Angaben bestimmt:
- Reifenbreite in Millimeter oder Zoll
- Verhältnis von Querschnitt zu Breite in Prozent
- Bauweise – diagonal oder radial
- Felgendurchmesser in Zoll
- Tragfähigkeitsindex
- Geschwindigkeitsindex
- ggf. Laufrichtung

Diese Angaben sind meist auf den Seitenwänden des Reifens dauerhaft einvulkanisiert.

### Aktuelle Bezeichnungen

Breite, Verhältnis, Felge

So bedeutet die Aufschrift 160/60ZR17 (69W) TL M/C folgendes:
160 bedeutet der Motorradreifen ist 160 mm breit
60 gibt das prozentuale Verhältnis von Reifenquerschnitt zu Reifenbreite an, in unserem Beispiel sind das 96 mm.
ZR Radialreifen für Vmax über 240 km/h
17 gibt den Felgendurchmesser in Zoll an.
69W Tragfähigkeitsindex 69 (325 kg), was die maximal zulässige Radlast angibt, Geschwindigkeitsindex W bedeutet 270 km/h (Anm.: Die gesamte Radlast darf lt. ECE-R75 nicht bei voller Ausnutzung des Geschwindigkeitsindex in Anspruch genommen werden, es sind oberhalb von 240 km/h prozentuale Abschläge zu berücksichtigen.). Die Indizes in Klammern gesetzt bedeutet, dass der Reifen auch für noch höhere Geschwindigkeiten außerhalb der Normangabe geeignet ist, was jedoch für den konkreten Anwendungsfall vom Hersteller zu bescheinigen ist.
TL ist eine Abkürzung für Tubeless und bedeutet schlauchlos.
M/C steht für Motorcycle (Pflichtkennung für Amerika). Diese Kennzeichnung, muss spätestens seit Mai 2003 auch auf Motorrad- und Rollerreifen in 13 Zoll bis 19 Zoll aufgebracht sein.
Die Aufschrift 130/80-18 69S TT bezeichnet einen Diagonalreifen und hierbei:
Der Bindestrich – (anstelle ZR) deutet auf Diagonalbauweise hin.
TT Tube Type, Reifen mit Schlauch
S Geschwindigkeitssymbol, hier 180 km/h
andere Angaben siehe oben.
| Klasse | A1  | A2  | A3  | A4  | A5  | A6  | A7  | A8  | B   | C   | D   | E    | F   | G    | J   | K    |
| ------ | --- | --- | --- | --- | --- | --- | --- | --- | --- | --- | --- | ---- | --- | ---- | --- | ---- |
| km/h   | 5   | 10  | 15  | 20  | 25  | 30  | 35  | 40  | 50  | 60  | 65  | 70   | 80  | 90   | 100 | 110  |
| Klasse | L   | M   | N   | P   | Q   | R   | S   | T   | U   | H   | V   | VR   | W   | ZR   | Y   | (Y)  |
| km/h   | 120 | 130 | 140 | 150 | 160 | 170 | 180 | 190 | 200 | 210 | 240 | >210 | 270 | >240 | 300 | >300 |

Ist eine Laufrichtung durch Pfeile auf der Seitenwand des Reifens angegeben, muss das Rad beim Fahren in Pfeilrichtung rotieren.

### Alphanumerische Größenbezeichnung
Im nordamerikanischen Raum existieren noch alphanumerische Größenbezeichnungen („Harleygrößen“) für Diagonalreifen, deren metrische Entsprechung einer Referenztabelle entnommen werden kann. Dabei wird die Reifendimension in einer Buchstabenkombination bestehend aus einem „M“ für Motorcycle und einem Codebuchstaben für die Reifenbreite angegeben, gefolgt von einer Ziffer für das Querschnittsverhältnis und dem Felgendurchmesser.
Beispiel:
Die Reifendimension MT 90 – 17 bedeutet, dass es sich um einen Motorradreifen M handelt, der nach dem Kennbuchstaben T ca. 130 mm breit ist und ein Querschnittsverhältnis von 90 % und 17 Zoll Felgendurchmesser hat. Dies entspricht bei gleichem Querschnittsverhältnis in etwa der metrischen Größe 130/90-17 oder der alten Zollgröße 4.50-17.
Da die offizielle Codierung bei der Dimension MV 85 endet, was ca. 150 mm Breite entspricht, aktuelle Modelle jedoch durchwegs breitere Reifen haben, ist diese Bezeichnungssystematik weitgehend überholt. Auch bei US-amerikanischen Zweirädern und Bereifungen wird in jüngerer Zeit überwiegend das international übliche metrische Bezeichnungssystem angewandt. In der UN/ECE-Regelung Nr. 75 sind diese Bezeichnungen in Anhang 5 – Tabelle 7 „Größen und Abmessungen von amerikanischen Reifen“ aufgeführt.

### Alte Bezeichnungen
Beispiel:
Vorne: 3.25 S19
Hinten: 4.00 S18
Die erste Zahl gibt bei Diagonalreifen die Reifenbreite in Zoll an. Bei Radialreifen ist diese Angabe in mm. Der Buchstabe steht für den zulässigen Geschwindigkeitsbereich und die Zahl dahinter für den Reifeninnendurchmesser von Wulst zu Wulst.

## Reifenbindung
Die Reifenbezeichnungen der montierten Reifen müssen in Deutschland mit den Daten in der Zulassungsbescheinigung-Teil 1 (früher Fahrzeugschein) oder dem Certificate of Conformity (CoC, früher Datenbestätigung) übereinstimmen. Gegebenenfalls ist auch eine spezifische Kombinationen aus Vorder- und Hinterradbereifung einzuhalten.

Bei einigen Krafträdern sind Hersteller und Modellbezeichnung (= Fabrikat) der zu verwendenden Reifen genau vorgeschrieben. Hierbei handelt es sich vornehmlich um national genehmigte Krafträder auf Grundlage von § 20 StVZO (= Allgemeine Betriebserlaubnis) oder § 21 StVZO (= Einzelbetriebserlaubnis). Um etwas freier bei der Reifenwahl zu sein, oder wenn die ursprünglich eingetragenen Reifentypen nicht mehr erhältlich sind, kann man diese Reifenbindung „austragen“ lassen. Dies kann nur auf Grundlage eines gültigen Prüfzeugnisses nach § 19 Abs. 4 StVZO (Teilegutachten, Allgemeine Betriebserlaubnis etc.) und ggf. i. V. m. einer Änderungsabnahme nach § 19 Abs. 3 StVZO oder einer Einzelabnahme nach § 19 Abs. 2 StVZO i. V. m. § 21 StVZO geschehen. Die langjährige Praxis von der Verwendung von Unbedenklichkeitsbescheinigungen der Reifenhersteller entfällt bei Reifen, welche nach dem 31. Dezember 2019 hergestellt wurden und ab dem Jahre 2025 generell. Besteht keine Reifenfabrikatsbindung, hat man die freie Wahl zwischen verschiedenen Fabrikaten, nur die Reifendimensionen müssen beachtet werden.

## Luftdruck
Die Fahrzeughersteller schreiben für jeden Fahrzeugtyp genau den Reifenluftdruck vor. Dieser beeinflusst das Fahrverhalten und damit die Fahrsicherheit sowie die Reifenlebensdauer. Die Tragfähigkeit des Reifens hängt vom Luftdruck ab. Daher wird dieser von manchen Herstellern jeweils für das minimal beladene (= Einpersonenbetrieb) sowie das voll beladene Fahrzeug angegeben, andere Hersteller schreiben für alle Beladungszustände einen einheitlichen Reifendruck vor. Diese Informationen sind in der Bedienungsanleitung des Motorrads oder in den Empfehlungen des Reifenherstellers für den jeweiligen Motorradtyp ersichtlich. Die Reifenhersteller veröffentlichen dazu sogenannte Reifenhandbücher.
Beim Offroadeinsatz, insbesondere beim Trial, wird mit sehr geringem Reifendruck gefahren (stellenweise unter 0,5 bar), um die Reifenaufstandsfläche zu erhöhen. Um zu verhindern, dass die Reifendecke auf der Schlauchfelge wandert oder verrutscht und dadurch den Schlauch beschädigt, werden pro Rad ein oder mehrere mit einmontierte Reifenhalter verwendet, die per Gewindezug von der Felgenseite her die Reifenflanke von innen an das Felgenhorn drücken.

## Profiltiefe
Die Reifenprofiltiefe muss in Deutschland und der Schweiz mindestens 1,6 mm betragen (entspricht 2/32 Zoll), sonst ist der Reifen auszuwechseln. Um schwindendes Restprofil leichter sichtbar zu machen, sind in einigen Profilrillen im Rillengrund kleine Erhebungen eingearbeitet, die sogenannten TWIs = tread wear indicator. Bei den meisten Motorradreifen zeigen die TWIs jedoch nur eine Restprofiltiefe von lediglich 0,8 mm an, da dies einer amerikanischen Normhöhe entspricht.
In Deutschland hat der Motorradfahrer, der mit weniger als 1,6 mm Profiltiefe unterwegs ist, den gesetzlichen Grenzwert unterschritten (§ 36 Abs. 2 StVZO) und muss mit Bußgeld und 1 Punkt im Fahreignungsregister rechnen.
Bei Fahrrädern mit Hilfsmotor, Kleinkrafträdern und Leichtkrafträdern genügt eine Profiltiefe von mindestens 1 mm.

## Laufleistung
Die Laufleistung ist die Strecke, die ein Reifen vom Neuzustand bis zum (meist durch Verschleiß) notwendigen Wechsel zurücklegt. Bei Straßenreifen ist spätestens beim Erreichen der Mindestprofiltiefe ein Wechsel notwendig – umgangssprachlich ist der Reifen dann „abgefahren“. Bei Geländebereifung kann der Punkt, ab dem der Reifen nicht mehr seinen Zweck ausreichend erfüllt, schon vor dem Erreichen der gesetzlichen Mindestprofiltiefe erreicht sein.
Beim Motorradreifen hängt die erreichbare Laufleistung von vielen Faktoren ab, darunter:
- Reifenfabrikat
- Reifentyp (Sport, Sporttouring, Enduro)
- individuelle Fahrweise – häufiges Beschleunigen und Bremsen erhöht den Verschleiß
- Geschwindigkeit – bei sehr hohen Geschwindigkeiten steigt der Verschleiß an
- Reifendruck – bei falschem Reifendruck steigt der Verschleiß
- Gewicht (Zuladung)

Wesentlich für die Laufleistung sind die verwendeten Materialmischungen. Man spricht dabei von „weich“ für Reifen mit großer Bodenhaftung und höherem Verschleiß und „hart“ bei geringerer Bodenhaftung und niedrigerem Verschleiß.
Die Reifenhersteller bieten für die unterschiedlichen Einsatzgebiete (Rennstrecke, Sport, Touren, Enduro) speziell abgestimmte Reifen an. Je nach Einsatzzweck sind die erreichbaren Laufleistungen dadurch sehr unterschiedlich. Ein weicher Reifen speziell für die Rennstrecke soll die bestmögliche Bodenhaftung haben, muss aber häufig schon nach wenigen 100 km gewechselt werden. Ein härterer Reifen für Tourenfahrten hat immer noch eine gute Haftungsfähigkeit, kann aber 10.000 km und mehr erreichen.

## Alter
Auch die kalendarische Lebensdauer eines Reifens ist begrenzt. Die Reifenhersteller empfehlen einen Reifen, der fünf bis sechs Jahre alt ist, zu ersetzen, auch wenn noch Restprofil vorhanden ist. Ein Reifen altert auch im Stillstand, indem das Gummi verhärtet bzw. versprödet. Seit den 1980er Jahren ist auf der Seitenwand des Reifens auch die sogenannte DOT-Nummer einvulkanisiert. Die ehemals dreistellige und heute vierstellige Zahl zeigt die Produktionswoche sowie das Produktionsjahr an. Bei Reifen ab dem Jahr 2000 ist die Bezeichnung immer vierstellig, beispielsweise 2203 = 22. Produktionswoche des Jahres 2003. Die Produktionswoche kann sich um eine Woche von der Kalenderwoche des jeweiligen Jahres unterscheiden.

## Umgang mit neuen Reifen
Neue Motorradreifen müssen eingefahren werden, bevor sie vollumfänglich genutzt werden können. Neue Motorradreifen sind mit einer Versiegelungsschicht und anhaftenden Resten des Trennmittels aus der Vulkanisierform überzogen, die zunächst durch vorsichtiges Einfahren beseitigt werden muss. Durch schrittweises Erhöhen des Neigungswinkels in den Kurven wird nach und nach auch die äußere Lauffläche der Reifenkontur aufgeraut. Für das Einfahren können bis zu 200 Kilometer nötig sein.

## Hersteller
Auswahl von Herstellern:
- Avon
- Bridgestone
- Continental
- Dunlop
- Maxxis
- Metzeler
- Michelin
- Mitas
- Pirelli
- Reifenwerk Heidenau
- Schwalbe